# Keiji Tanaka
Keiji Tanaka (田中 刑事?, Tanaka Keiji; Kurashiki, 22 novembre 1994) è un pattinatore artistico su ghiaccio giapponese specializzato nel singolo.

## Biografia
Tanaka ha iniziato a pattinare grazie a sua madre. Nella sua famiglia non vi erano pattinatori professionisti. Ha avuto come allenatore Utako Nagamitsu, che precedentemente aveva curato la formazione di Daisuke Takahashi. Appassionato di manga e di anime, più volte ha usato musiche provenienti da un anime per i suoi programmi: La città incantata, Le bizzarre avventure di JoJo e Evangelion: 3.0+1.0 Thrice Upon a Time

## Carriera sportiva
Ha partecipato per la prima volta al Campionato nazionale nell'ottobre del 2004, nella categoria Esordienti B. Ottavo nell'occasione, nelle tre stagioni successive è sempre salito sul podio insieme ai coetanei Yuzuru Hanyū e Ryuju Hino, vincendo un bronzo (Esordienti B nel 2005) e due argenti (Esordienti A nel 2006 e nel 2007).
Nel 2006 e nel 2007 i risultati ottenuti fra gli Esordienti gli hanno consentito di partecipare al Campionato nazionale nella categoria junior, dove ha ottenuto un 16º e un 8º posto. Nella stagione 2008-2009 si è classificato 6° al Campionato nazionale junior e ha esordito nelle competizioni internazionali junior con un successo all'Asian Trophy. Nella stagione 2009-2010 si è nuovamente classificato 6º nel Campionato nazionale junior e ha esordito in quello senior, dove si è classificato 8°.
Nella stagione 2010-2011 Tanaka ha esordito nei Grand Prix junior. Con un terzo posto in Romania e un sesto posto in Gran Bretagna, si è piazzato al 13º posto nella classifica del circuito, risultando il migliore dei pattinatori giapponesi. Al Campionato nazionale junior il 19º posto ottenuto dopo un programma corto caratterizzato da numerosi errori e il 5° libero si è classificato al 9º posto. Al successivo Campionato nazionale senior Tanaka si è classificato 11°, precedendo tutti i pattinatori che come lui appartenevano alla categoria junior, con l'eccezione di Kento Nakamura. Tenendo conto dei suoi risultati in questa competizione e nel circuito Grand Prix junior, la Federazione di pattinaggio del Giappone lo ha inviato al Campionato mondiale junior. Con il sesto posto nel programma corto e il miglior libero, Tanaka ha vint ola medaglia d'argento.
Nella stagione 2011-2012 Tanaka si è classificato secondo alle spalle di Jason Brown nella gara di Grand Prix junior che si è svolta in Australia e terzo in quella che si è svolta in Austria. Con il 6º posto nella classifica del circuito, Tanaka si è qualificato per la finale. An Campionato nazionale junior Tanaka si è classificato secondo alle spalle di Hino, quindi ha ottenuto un sesto posto alla finale junior del Grand Prix, un settimo posto al Campionato nazionale senior e un altro settimo posto al Campionato del mondo junior.
Nella stagione 2012-2013 Tanaka ha ottenuto un secondo e un quarto posto nelle gare del Grand Prix junior che si sono disputate negli Stati Uniti e in Slovenia, qualificandosi nuovamente per la finale con il sesto posto. Al Campionato nazionale junior ha vinto la sua seconda medaglia, un bronzo, poi ha confermato il sesto posto nella finale junior del Grand Prix e il settimo nel Campionato nazionale senior.
La stagione 2013-2014 è l'ultima in cui ha gareggiato nella categoria junior. Dopo aver vinto le sue due gare di Grand Prix, in Slovacchia e nella Repubblica Ceca, qualificandosi per la finale con il secondo punteggio, ha vinto il campionato nazionale di categoria. Quarto nella finale junior del Grand Prix, ottavo al Campionato nazionale senior, Tanaka ha esordito in un Campionato ISU senior al Campionato dei Quattro continenti. 17° nell'occasione, 7° al Campionato del mondo junior, Tanaka ha chiuso la stagione vincendo l'argento in una competizione senior, il Trigrav Trophy.
Passato nella categoria senior nella stagione 2014–2015, Tanaka ha vinto il bronzo alla Cup of Nice, si è classificato 8° nella sua prima gara di Grand Prix, la Cup of China, 7° al Campionato nazionale e ha vinto l'argento all'Egna Spring Trophy.
Tanaka ha iniziato la stagione 2015-2016 vincendo l'argento prima all'Asian Trophy e poi allo U.S. Classic, competizione compresa nel neonato circuito Challenger Series. All'NHK Trophy, dove ha completato per la prima volta in carriera un quadruplo salchow, si è classificato quinto. Quarto al Campionato nazionale, ha chiuso la stagione con un sesto posto al Campionato dei Quattro continenti.
All'Asian Trophy del 2016 ha ottenuto la sua prima vittoria nella categoria senior. Il risultato è stato seguito da un 10º posto nello U.S. Classic, un 7º posto alla Rostelecom Cup e dal suo primo podio in una gara di Grand Prix, un bronzo vinto all'NHK Trophy alle spalle di Yuzuru Hanyū e Nathan Chen.. Al Campionato nazionale, sfruttando l'assenza per malattia del quattro volte campione uscente Yuzuru Hanyū, ha vinto un argento alle spalle di Shōma Uno. Il risultato gli ha consentito di entrare nella squadra nazionale. Nei primi mesi del 2017 ha ottenuto un argento alle Universiadi, preceduto da Denis Ten. Al Campionato dei Quattro continenti si è classificato 13°, nella sua prima partecipazione al Campionato del mondo si è classificato 19°.
La stagione 2017-2018 è iniziata con un nuovo successo all'Asian Trophy. Nel successivo Nepela Memorial ha eseguito il 4° programma corto, ma con il 9° programma libero è sceso all'ottavo posto. La gara è stata condizionata da una caduta in allenamento che gli ha provocato un infortunio all'anca sinistra e che lo ha costretto a rinunciare a partecipare alla Rostelecom Cup. Dopo il 7º posto alla Cup of China, ha vinto per la seconda volta la medaglia di argento ai campionati nazionali. Al Campionato dei Quattro continenti Tanaka ha stabilito il suo personal best, un punteggio di 90.68 punti che gli ha consentito di piazzarsi in terza posizione provvisoria. Con il quinto programma libero Tanaka è scivolato al quarto posto. Tanaka ha esordito ai Giochi olimpici di PyeongChang nel programma libero della gara a squadre. Due errori su quelli che sarebbero dovuti essere i due quadrupli salchow iniziali hanno condizionato la sua prestazione, facendogli eseguire il quinto programma. Il Giappone ha concluso la competizione al quinto posto. Nella competizione maschile Tanaka si è classificato 18°. La sua stagione si è conclusa con il 13º posto al Campionato del mondo.

## Palmarès

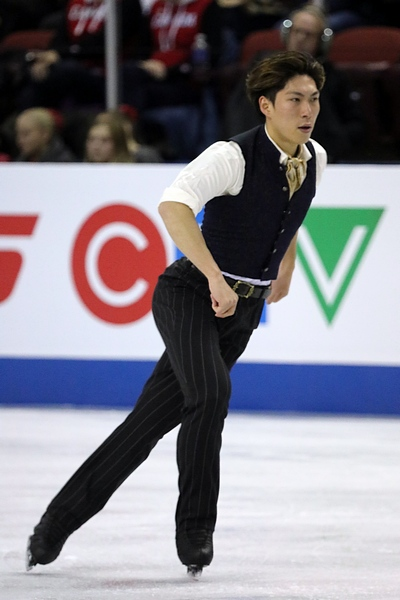
Keiji Tanaka a Skate Canada nel 2019.

GP: Grand Prix; CS: Challenger Series; JGP: Junior Grand Prix
| Internazionali | Internazionali | Internazionali | Internazionali | Internazionali | Internazionali | Internazionali | Internazionali | Internazionali | Internazionali | Internazionali | Internazionali | Internazionali | Internazionali | Internazionali | Internazionali | Internazionali | Internazionali | Internazionali |
| Evento | 04–05          | 05–06          | 06–07          | 07–08          | 08–09          | 09–10          | 10–11          | 11–12          | 12–13          | 13–14          | 14–15          | 15–16          | 16–17          | 17–18          | 18–19          | 19–20          | 20–21          | 21–22          |
| --- | -------------- | -------------- | -------------- | -------------- | -------------- | -------------- | -------------- | -------------- | -------------- | -------------- | -------------- | -------------- | -------------- | -------------- | -------------- | -------------- | -------------- | -------------- |
| Giochi olimpici invernali |                |                |                |                |                |                |                |                |                |                |                |                |                | 18°            |                |                |                |                |
| Campionati mondiali |                |                |                |                |                |                |                |                |                |                |                |                | 19°            | 13°            | 14°            | C              |                |                |
| Campionati dei Quattro continenti                                                                                                   |                |                |                |                |                |                |                |                |                | 17°            |                | 6°             | 13°            | 4°             | 7°             |                |                |                |
| GP Cup of China |                |                |                |                |                |                |                |                |                |                | 8°             |                |                | 7°             |                | 5°             |                |                |
| GP di Helsinki |                |                |                |                |                |                |                |                |                |                |                |                |                |                | 8°             |                |                |                |
| GP Trophée Eric Bompard |                |                |                |                |                |                |                |                |                |                |                |                |                |                | 8°             |                |                |                |
| GP NHK Trophy |                |                |                |                |                |                |                |                |                |                |                | 5°             | 3°             |                |                |                | 4°             |                |
| GP Rostelecom Cup |                |                |                |                |                |                |                |                |                |                |                |                | 7°             | R              |                |                |                | 9°             |
| GP Skate Canada |                |                |                |                |                |                |                |                |                |                |                |                |                |                |                | 3°             |                | 10°            |
| CS U.S. Classic |                |                |                |                |                |                |                |                |                |                |                | 2°             | 10°            |                |                | 1°             |                |                |
| CS Ondrej Nepela Trophy |                |                |                |                |                |                |                |                |                |                |                |                |                | 8°             | 3°             |                |                |                |
| Asian Open |                |                |                |                |                |                |                |                |                |                |                | 2°             | 1°             | 1°             |                |                |                |                |
| Challenge Cup |                |                |                |                |                |                |                |                |                |                |                |                |                |                |                | 2°             |                |                |
| Cup de Nice |                |                |                |                |                | 7°             |                |                |                |                | 3°             |                |                |                |                |                |                |                |
| Gardena Trophy |                |                |                |                |                |                |                |                |                |                | 2°             |                |                |                |                |                |                |                |
| Triglav Trophy |                |                |                |                |                |                |                |                |                | 2°             |                |                |                |                |                |                |                |                |
| Universiadi |                |                |                |                |                |                |                |                |                |                |                |                | 2°             |                |                |                |                |                |
| Internazionali: Junior |                |                |                |                |                |                |                |                |                |                |                |                |                |                |                |                |                |                |
| Campionati mondiali |                |                |                |                |                |                | 2°             | 7°             |                | 7°             |                |                |                |                |                |                |                |                |
| JGP Finale |                |                |                |                |                |                |                | 6°             | 6°             | 4°             |                |                |                |                |                |                |                |                |
| JGP Australia |                |                |                |                |                |                |                | 2°             |                |                |                |                |                |                |                |                |                |                |
| JGP Austria |                |                |                |                |                |                |                | 3°             |                |                |                |                |                |                |                |                |                |                |
| JGP Repubblica Ceca |                |                |                |                |                |                |                |                |                | 1°             |                |                |                |                |                |                |                |                |
| JGP Romania |                |                |                |                |                |                | 3°             |                |                |                |                |                |                |                |                |                |                |                |
| JGP Slovacchia |                |                |                |                |                |                |                |                |                | 1°             |                |                |                |                |                |                |                |                |
| JGP Slovenia |                |                |                |                |                |                |                |                | 4°             |                |                |                |                |                |                |                |                |                |
| JGP Gran Bretagna |                |                |                |                |                |                | 6°             |                |                |                |                |                |                |                |                |                |                |                |
| JGP U.S.A. |                |                |                |                |                |                |                |                | 2°             |                |                |                |                |                |                |                |                |                |
| Asian Trophy |                |                |                |                | 1°             |                |                |                |                |                |                |                |                |                |                |                |                |                |
| Nazionali |                |                |                |                |                |                |                |                |                |                |                |                |                |                |                |                |                |                |
| Campionati giapponesi |                |                |                |                |                | 8°             | 11°            | 7°             | 7°             | 8°             | 8°             | 4°             | 2°             | 2°             | 3°             | 4°             | 4°             | 11°            |
| Campionati giapponesi junior |                |                | 16°            | 8°             | 6°             | 6°             | 9°             | 2°             | 3°             | 1°             |                |                |                |                |                |                |                |                |
| Campionati giapponesi novice | 8° B           | 3° B           | 2° A           | 2° A           |                |                |                |                |                |                |                |                |                |                |                |                |                |                |
| Eventi a squadre |                |                |                |                |                |                |                |                |                |                |                |                |                |                |                |                |                |                |
| Giochi olimpici invernali |                |                |                |                |                |                |                |                |                |                |                |                |                | 5° S 5° P      |                |                |                |                |
| World Team Trophy |                |                |                |                |                |                |                |                |                |                |                |                |                |                | 2° S 5° P      |                |                |                |
| Japan Open |                |                |                |                |                |                |                |                |                |                |                |                |                |                |                |                |                | 2° S 3° P      |
| C = Evento cancellato S = Risultato della squadra; P = Risultato personale. Medaglie assegnate solo per il risultato della squadra. |                |                |                |                |                |                |                |                |                |                |                |                |                |                |                |                |                |                |